# الغواصة الألمانية يو-763
غواصة يو-763 غواصة يو بوت ألمانية من غواصة الفئة السابعة سي بنيت لسلاح بحرية ألمانيا النازية كريغسمارينه، في أحواض كريكسمارينفيفت خلال الحرب العالمية الثانية.